# Département Sarthe
Das Département de la Sarthe [saʀt]  ist das französische Département mit der Ordnungsnummer 72. Es liegt im Nordwesten des Landes in der Region Pays de la Loire und ist nach dem Fluss Sarthe benannt. Fluss und Département sind Namensgeber für den Circuit de la Sarthe, auf dem das 24-Stunden-Rennen von Le Mans ausgetragen wird.

## Geographie
Das Département Sarthe grenzt an die Départements Orne, Eure-et-Loir, Loir-et-Cher, Indre-et-Loire, Maine-et-Loire und Mayenne.
Wichtigster Fluss ist die namensgebende Sarthe.

## Geschichte
Das Département wurde am 4. März 1790 aus dem Ostteil von Maine und einigen nordöstlichen Landstrichen von Anjou gebildet.
Seit 1960 gehört es der Region Pays de la Loire an.

## Wappen
Beschreibung: auf blauem Grund sechs Reihen goldene gesäte Lilien, das rote Bord ziert im rechten Obereck ein silberner Löwe
Symbolik: Als Wappen führt das heutige Département Sarthe das der ehemaligen Grafschaft Maine.

## Städte
Die bevölkerungsreichsten Gemeinden des Départements Sarthe sind:
| Stadt            | Einwohner (2022) | Arrondissement |
| ---------------- | ---------------- | -------------- |
| Le Mans          | 145.182          | Le Mans        |
| La Flèche        | 15.081           | La Flèche      |
| Sablé-sur-Sarthe | 12.194           | La Flèche      |
| Allonnes         | 10.740           | Le Mans        |
| La Ferté-Bernard | 8.769            | Mamers         |
| Coulaines        | 8.049            | Le Mans        |
| Changé           | 6.803            | Le Mans        |
| Montval-sur-Loir | 5.707            | La Flèche      |
| Mamers           | 5.080            | Mamers         |
| Mulsanne         | 5.299            | Le Mans        |

## Verwaltungsgliederung
Das Département Sarthe gliedert sich in 3 Arrondissements, 21 Kantone und 352 Gemeinden:
| Arrondissement     | Kantone | Gemeinden | Einwohner 1. Januar 2022 | Fläche km² | Dichte Einw./km² | Code INSEE |
| ------------------ | ------- | --------- | ------------------------ | ---------- | ---------------- | ---------- |
| La Flèche          | 6       | 118       | 148.675                  | 2.521,36   | 59               | 721        |
| Le Mans            | 10      | 44        | 268.018                  | 779,71     | 344              | 723        |
| Mamers             | 7       | 190       | 149.436                  | 2.904,92   | 51               | 722        |
| Département Sarthe | 21      | 352       | 566.129                  | 6.205,99   | 91               | 72         |

Siehe auch:

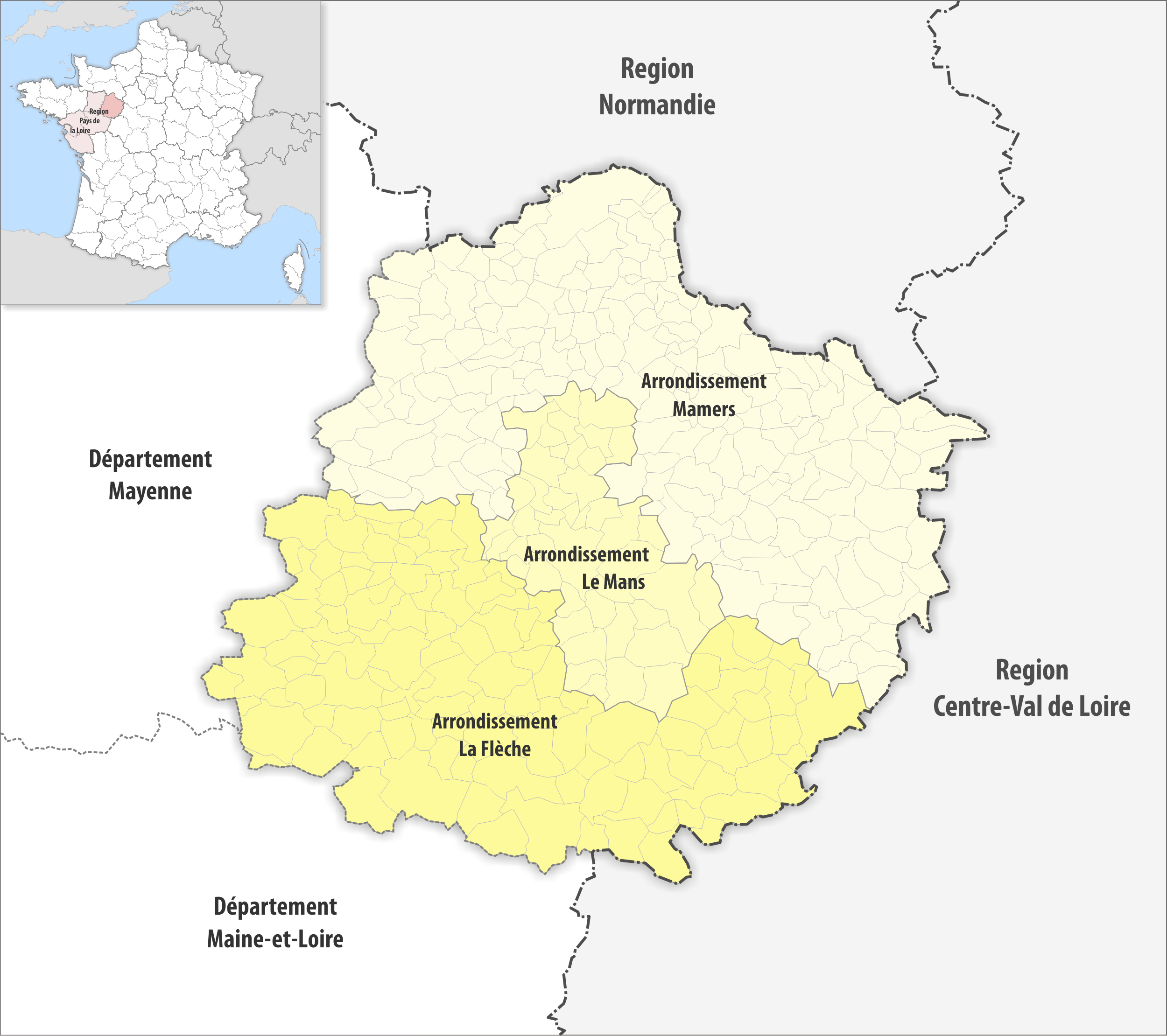
Gemeinden und Arrondissemente im Département Sarthe

- Liste der Gemeinden im Département Sarthe
- Liste der Kantone im Département Sarthe
- Liste der Gemeindeverbände im Département Sarthe

Die Allée couverte du Colombier liegt nordwestlich von Aubigné-Racan, nahe der Straße D 78 nach Sarcé, im Département Sarthe.
Der Dolmen la Pierre couverte (Duneau) liegt direkt an der Straße „Route de Planche“, östlich von Connerré, südlich von Duneau 30 km östlich von Le Mans.